# Municipio de Millwood (Minnesota)
El municipio de Millwood (en inglés: Millwood Township) es un municipio ubicado en el condado de Stearns en el estado estadounidense de Minnesota. En el año 2010 tenía una población de 972 habitantes y una densidad poblacional de 9,06 personas por km².

## Geografía
El municipio de Millwood se encuentra ubicado en las coordenadas 45°42′44″N 94°42′0″O / 45.71222, -94.70000. Según la Oficina del Censo de los Estados Unidos, el municipio tiene una superficie total de 107.24 km², de la cual 100,77 km² corresponden a tierra firme y (6,04 %) 6,47 km² es agua.

## Demografía
Según el censo de 2010, había 972 personas residiendo en el municipio de Millwood. La densidad de población era de 9,06 hab./km². De los 972 habitantes, el municipio de Millwood estaba compuesto por el 98,87 % blancos, el 0,31 % eran afroamericanos, el 0,31 % eran de otras razas y el 0,51 % eran de una mezcla de razas. Del total de la población el 0,62 % eran hispanos o latinos de cualquier raza.